# Place Exárcheia
La place Exárcheia (en grec moderne : Πλατεία Εξαρχείων), est située dans le quartier du même nom à Athènes, en Grèce. Elle est considérée comme le centre du quartier. La place est un lieu de rassemblement pour les personnes de tous âges, mais surtout pour les jeunes, et de nombreuses activités organisées par des groupes anti-autoritaires ou anarchistes s'y déroulent.
Le centre de la place était décoré, jusqu'en septembre 2022, par une sculpture appelée Τρεις Έρωτες, en français : trois amours datant de 1909. La sculpture a été retirée en raison des travaux de construction d'une station de métro pour la ligne 4 du métro d'Athènes. La construction de cette station suscite des controverses et une série de protestations, au motif qu'elle détruit une partie des rares espaces verts de la région et contribue à l'embourgeoisement d'un quartier historiquement actif sur le plan politique.